# Росс (гора)
Росс (фр. Mont Ross) — стратовулкан на острове Кергелен, высочайшая точка (1850 м) одноимённого архипелага. Находится на полуострове Гальени на юге главного острова.
Росс имеет две вершины — Гран-Росс и Пети-Росс (1721 м).
Гора покрыта многолетним ледником Кука и названа в честь Дж. Росса, в 1840 году посетившего Кергелен. Вулкан был активен в позднем плейстоцене.
Первым человеком, ступившим на вершину горы Росс, был французский военный инженер Анри Журно, воспользовавшийся вертолетом в начале 1960-х годов. Однако своим ходом на гору первыми поднялись в 1975 году Жан Афанасьев и Патрик Кордье. Гора Росс — последняя покорённая гора на французской территории. Одновременно обе вершины за одно восхождение были покорены лишь в декабре 2006 года.